# Massacre de Yakhini
Le massacre de Yakhini a été perpétré par le Hamas le matin de Sim'hat Torah, le 7 octobre 2023, dans le Moshav Yakhini (en), près du nord de la bande de Gaza, dans le cadre d'une attaque surprise contre Israël. Au cours de cet événement, cinq habitants du Moshav ont été tués, ainsi qu'une policière de la Magav (police des frontières) et un agent du Shin Bet (service de sécurité intérieure).

## Contexte
Le matin du 7 octobre 2023, jour de Shabbat et de Sim'hat Torah (22 Tichri 5784), les organisations du Hamas et du Jihad islamique palestinien lancent plusieurs attaques sur le territoire israélien. Sous couvert du tir d’environ 4 300 roquettes, près de 6 000 soldats ont pénétré en Israël depuis la bande de Gaza à travers 119 brèches dans la barrière de sécurité. Ils ont envahi des dizaines de localités israéliennes et des installations militaires dans la région de l’enveloppe de Gaza, engageant des affrontements armés avec les rares forces de sécurité sur place.
Les assaillants commettent des massacres et des viols, tuant 1 150 personnes, dont 779 civils. Ils ont également enlevé environ 251 personnes, parmi lesquelles des hommes, des femmes, des personnes âgées et des nourrissons, qu’ils ont emmenées dans la bande de Gaza.
Dans les premières heures de l’attaque, des forces réduites, composées de groupes de vigilance, de policiers israéliens, d’unités spéciales (Yamam) et de soldats de Tsahal, ont tenté de résister malgré leur infériorité numérique. Les combats ont entraîné la mort d’environ 1 609 terroristes sur le territoire israélien, tandis que 301 soldats, 55 policiers et 10 agents du Shin Bet ont été tués côté israélien.

## Massacre
Vers 7 h 40 du matin, le 7 octobre 2023, un groupe de terroristes prend d'assaut le moshav de Yakhini en passant par un portail latéral situé à l’entrée. Comme dans toutes les localités de l’enveloppe de Gaza, le portail principal était fermé pour des raisons de sécurité.
Près de la porte, des policiers ont combattu certains terroristes et, à un moment donné, l'un des policiers est entré dans le siège pour combattre les terroristes qui sont entrés. D'autres renforts sont arrivés par la suite, mais dans un premier temps, les combats ont été menés par les membres des groupes de vigilance du Moshav.
Les terroristes assassinent quatre résidents, l'un d'eux à son domicile et l'autre alors qu'il promenait son chien. Un autre citoyen est assassiné après avoir fui le festival Nova. Par ailleurs, une policière de la Magav, Ravit Asayag, a été abattue lors d’échanges de tirs au cours de l’assaut sur un bâtiment, tandis qu’Omer Gabra, un agent du Shin Bet, est tombé au combat.
Dans une vidéo capturée par une caméra de surveillance située au portail du moshav, on peut voir les terroristes, armés de fusils d’assaut, descendre d’un pick-up avant de lancer leur attaque sur le Moshav. Peu de temps après, l'un d'eux est vu en train de tirer sur deux femmes qui s'étaient enfuies du festival Nova, alors qu'elles se cachaient derrière un véhicule à l'entrée du Mochav.
L'une des victimes est Yonatan Hajbi. Son père, Nir Hajbi, commandant d'un bataillon de la brigade Daniel (he), a rejoint son unité de réserve pour prendre le commandement avant même les funérailles de son fils. Il a déclaré : « Je trouverai le temps de pleurer mon fils – pour l’instant, il faut combattre. » Au cours des combats, le commandant adjoint de la brigade et un infirmier du poste de commandement ont tenté, sous le feu ennemi, de rejoindre Yonatan pour l’évacuer. Cependant, son décès a été constaté avant qu’ils ne puissent l’atteindre.
Par la suite, les terroristes poursuivent leur avancée vers le kibboutz Gevim, mais ils ne parviennent pas à y pénétrer. Dans le moshav Yakhini, il y avait 18 membres du groupe de vigilance[Quoi ?]. À l'exception du responsable de la sécurité (Ravshatz), aucun d'entre eux ne disposait d'une arme longue, seulement des pistolets.